# Phanoperla sertispina
Phanoperla sertispina är en bäcksländeart som beskrevs av Jewett 1975. Phanoperla sertispina ingår i släktet Phanoperla och familjen jättebäcksländor. Inga underarter finns listade i Catalogue of Life.